# Necropola Giza

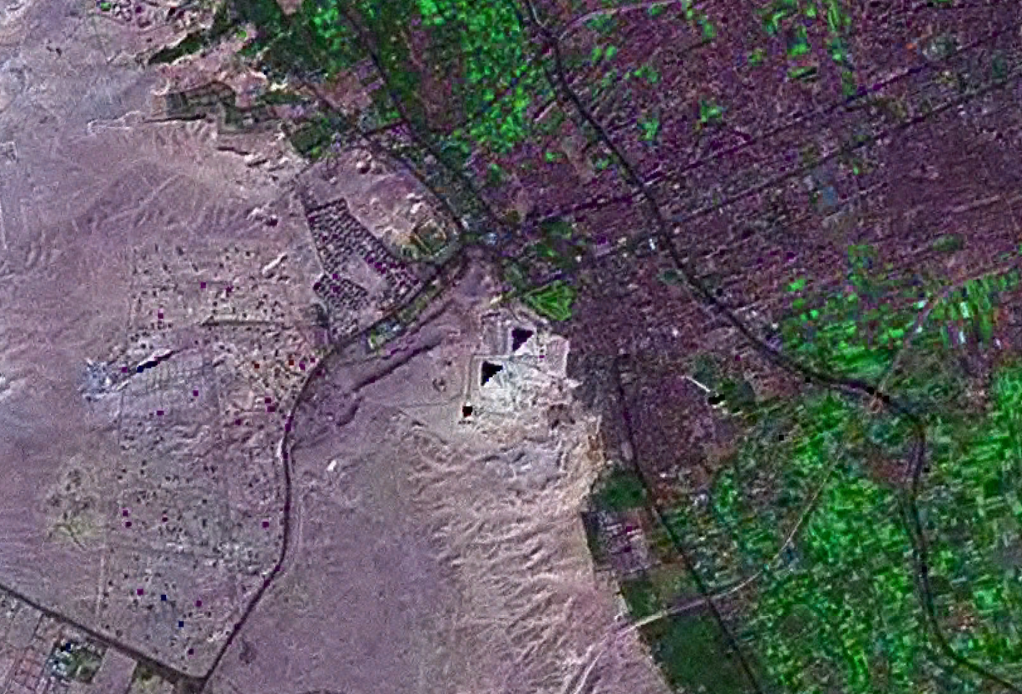
Vedere a complexului piramidelor, de la altitudinea de 8,8 km.

Necropola Giza / Necropola de la Gizeh (în arabă: أهرامات الجيزة; pronunția numelui arab:  [ʔɑhɾɑˈmɑːt elˈɡiːzæ]; traducerea numelui arab: „Piramidele din Giza”) este un sit arheologic ce reprezintă o vastă necropolă situată pe un platou de pe malul stâng al Nilului, la Giza. Acest complex de monumente antice include un complex din 3 piramide, cunoscute ca Marile Piramide, o sculptură masivă cunoscută ca Marele Sfinx, mai multe cimitire, un sat muncitoresc și un complex industrial. El este situal la o distanță de aprox. 9 km în interiorul deșertului de la vechiul oraș Giza de pe Nil și mai mult de 25 km sud-vest de centrul orașului Cairo. A fost utilizată îndeosebi în timpul Vechiului Regat.

## Planul platoului de la Giza / Gizeh

Harta piramidelor de la Giza / Gizeh

Se disting patru cimitire principale în această necropolă: cimitirul de est, cimitirul de vest, cimitirul de sud  și cimitirul central.